# Симилишоара (Васлуј)
Симилишоара (рум. Similișoara) насеље је у Румунији у округу Васлуј у општини Богдана. Oпштина се налази на надморској висини од 230 m.

## Становништво
Према подацима из 2002. године у насељу је живело 66 становника, од којих су сви румунске националности.